# Vættir

Het wapen van IJsland, met vier vættir (trol-stier, trol-arend, draak en reus)

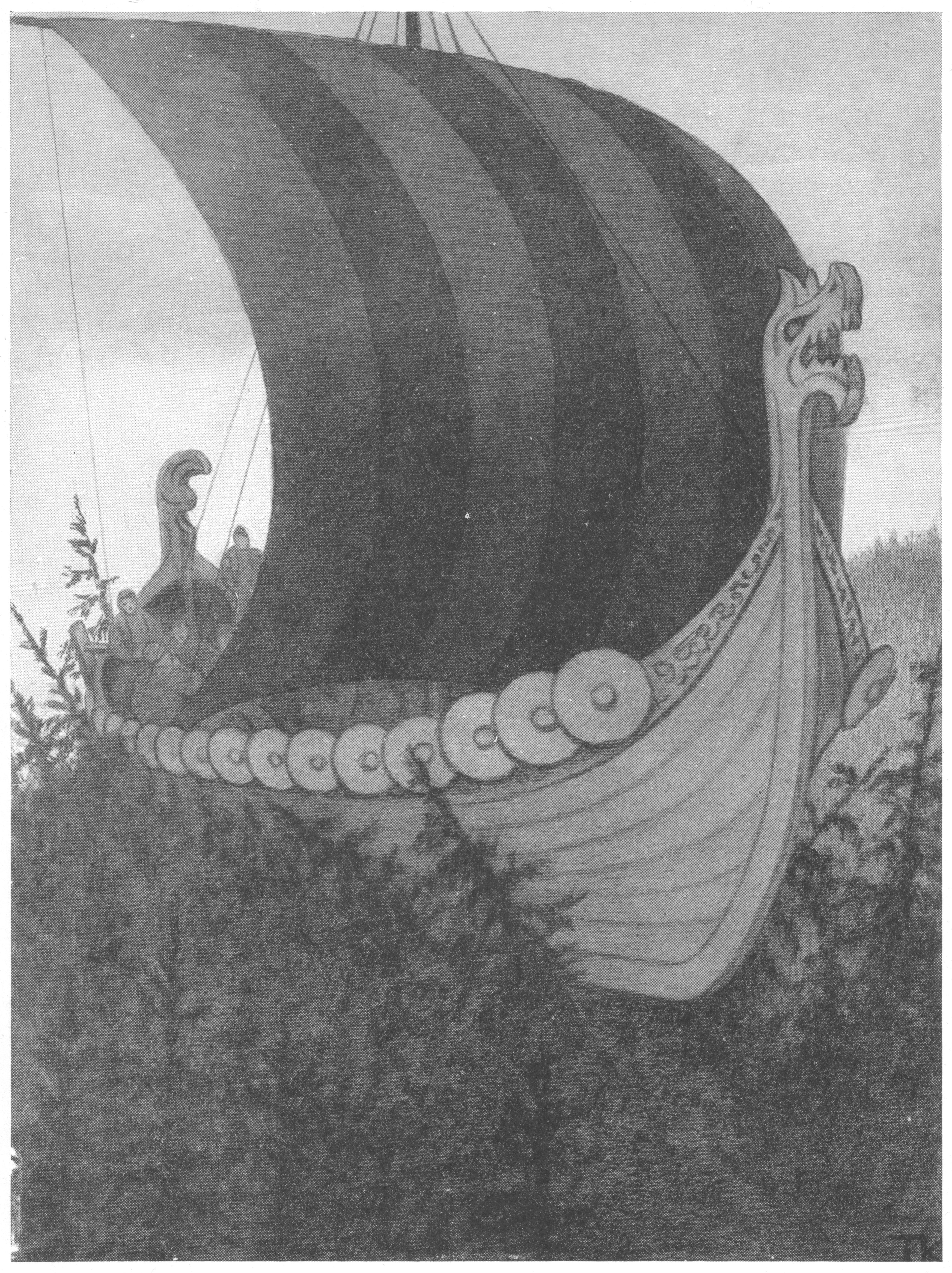
Vikingschip (met draak) uit Norske folkeeventyr

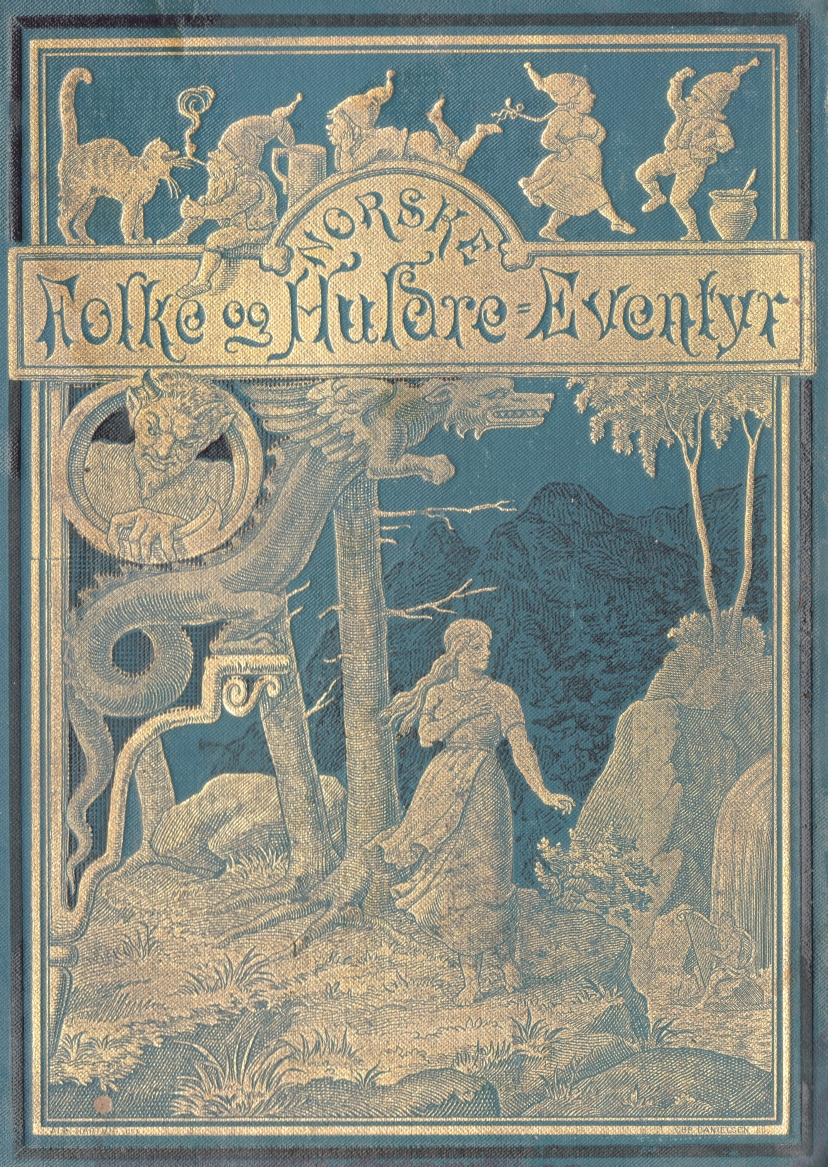
Norske Folke og Huldre-Eventyr, 1896

De vættir (Oudnoords, enkelvoud vættr) zijn mythische wezens (natuurgeesten) uit de Noordse mythologie.
De natuurgeesten zijn onder te verdelen in families, waaronder de alven, dwergen, Jötun en zelfs de goden (de Asen en Wanen). De term familie (ættir) wordt vaak vertaald met clan of ras. De families zijn soms onderling getrouwd, in enkele gevallen zelfs met mensen.

## Etymologie
De Oudnoordse term vættir staat etymologisch in verband met waren en wezen, vormen van zijn.

## Vikingtijd
In de late Vikingtijd werden de Noordse koninkrijken gekerstend. De (niet-christelijke) Germaanse concepten zoals dwergen en elfen en het Franse feeënvolk (Oudfrans: fae) hebben de Noordse concepten van natuurgeesten steeds verder beïnvloed.
Vanaf de dertiende eeuw begonnen de Vættir te krimpen. Een titanische Jötun vormde zich om tot een trol en een elf van menselijke hoogte kromp tot een kniehoge nisse.
De trol stond voor natuur en de nisse voor menselijke nederzettingen, maar de eigenschappen van de verschillende wezens overlappen elkaar grotendeels. Beide wezens bevatten elementen van de oudere dvergar.

## Folklore en moderne overblijfselen
De christelijke concepten beïnvloedden de Noordse gedachtewereld, maar het animisme is nog altijd sterk aanwezig. In het moderne IJsland worden wegen omgelegd, zodat de huizen van het Huldervolk gemeden worden. Er zijn nog altijd meldingen van het zien van trollen, alven, zeeslangen en aanverwante wezens (vergelijkbaar met de ooggetuigenverslagen van het zien van een geest of UFO in de westerse wereld).
De folklore in Scandinavië bevat een groep wezens die vergelijkbaar zijn met de landvættir. Ze zijn bekend onder vele namen, in het zuiden van Zweden worden ze vättar (enkelvoud: vätte) genoemd. In het noorden van Zweden worden de wezens vittra genoemd en in Noorwegen is het Huldervolk bekend (overigens zijn de vittra en de Huldra andere, solitaire, wezens).
In de negentiende eeuw verzamelden Peter Christen Asbjørnsen en Jørgen Moe in Norske Folkeeventyr  vele volksverhalen uit Noorwegen. In deze verhalen zijn nog veel elementen uit het Noordse animisme aanwezig.
Een andere naam voor de vættir is het Huldervolk (Oudnoords: Huldufólk), het verborgen volk (zie ook Huldra en witte wieven). Ze hebben de macht zich onzichtbaar te maken.

## Specifieke vættir
Op het wapen van IJsland staan vier landvættir (trol-stier, trol-arend, draak en reus. Deze dieren zijn eigenlijk Jötun in de gedaante van (lichamelijk en geestelijk) een dier. De wezens zijn bovennatuurlijk sterk. De draak is een trol-slang (vergelijk met Loki; zijn kinderen zijn een wolf, een slang en een paard).
Sjövættir zijn de hoeders van specifieke wateren, het zijn zeegeesten.
Landvættir zijn landgeesten. Op Vikingschepen werden volgens Landnámabók de draken afgenomen als men land naderde, dit als bescherming tegen deze landgeesten. Zij zouden kunnen schrikken en daardoor tot de aanval overgaan, wat groot ongeluk veroorzaakte.
De tomte of nisse is een opzichzelfstaande vätte, het wezen leeft bij boerderijen. Meestal is het wezen vriendelijk en behulpzaam, in tegenstelling tot de kwaadaardige ilvätte. Ondanks de vriendelijkheid kan de tomte erg veel schade veroorzaken als het wezen boos is, het kan dan de veestapel doden.